# Anthophora bispinosa
Anthophora bispinosa är en biart som beskrevs av Cockerell 1949. Anthophora bispinosa ingår i släktet pälsbin, och familjen långtungebin. Inga underarter finns listade i Catalogue of Life.